# Гурьев, Семён Алексеевич
Семён Алексеевич Гурьев (ок. 1793 — 1853) — генерал-майор русской императорской армии.

## Биография
Родился в семье священника Введенской церкви в слободе Воронцовка, находившейся недалеко от Павловска Воронежской губернии.
После смерти отца жил в Воронеже у дяди, который имел невысокий чин коллежского регистратора. Окончив 3-х классную Русскую школу при Воронежской духовной семинарии, юноша решил пойти на военную службу и 16 декабря 1811 года был зачислен юнкером в 14-й егерский полк, который входил в состав 3-й Обсервационной армии под командованием генерала от кавалерии А. П. Тормасова. В составе полка принимал участие в Отечественной войне 1812 года. Свой первый орден — Святой Анны 4-й степени — получил 9 ноября 1812 года: «…находясь при генерале-адъютанте нашем графе Де Ламберте во все время сражения при городе Борисове был посылаем с приказаниями в самые опасные места, что выполнял с большой ревностию и смелостию». В 1813—1814 годах полк находился в корпусе генерал-адъютанта графа Михаила Семёновича Воронцова; участвовал в сражении под Лейпцигом и был награждён орденом Св. Владимира 4-й степени с бантом. Затем полк участвовал в сражениях при Суассоне и Краоне, а также во взятии Парижа.
В июне 1831 года был произведён в полковники Принимал участие в подавлении Польского восстания, был ранен: «14 мая 1831 г. в генеральном сражении при городе Остроленке и совершенном поражении армии мятежников, где командуя Карабинерным полком, ранен в обе ноги пулею навылет выше колен с повреждением в правой ноге сухих жил <…> по слабости в ногах, произошедшей от раны, полученной в Польскую кампанию, дозволено ходить с тростью».
В 1833 году, с февраля по ноябрь, командовал Екатеринославским лейб-гренадерским полком.
В 1836—1842 годах был военным комендантом г. Житомира; генерал-майор с 17 марта 1845 года. В 1846 году был назначен командиром 1-й бригады 1-й пехотной дивизии и занимал эту должность до своей смерти: умер в Динабурге 8 (20) августа 1853 года во время эпидемии холеры; Высочайшим приказом от 19 августа 1853 года был исключён из списков умершим (генерал-майором?[уточнить]).

## Награды
- Орден Святой Анны 4-й ст. (15.02.1813[1])
- Орден Святого Владимира 4-й степени с бантом (1813)
- Орден Святой Анны 2-й ст. (21.08.1831; императорская корона к ордену — 06.12.1833)
- Орден Святого Станислава 2-й степени (18.10.1831[2])
- Орден Святого Георгия 4-й ст. (1837), за 25 лет в офицерских чинах
- Знак отличия беспорочной службы за XXV лет (22.08.1843)
- Орден Святого Владимира 3-й степени (29.03.1850)

## Семья
В 1825 году женился на Татьяне Фёдоровне Маркасовой. У них родились: сыновья Пётр (1829—1854), Павел (1833—1882), Александр (1841—1877); дочери Татьяна (28.03.1826 — 1889), Любовь (1828 — 11.03.1907), Софья (01.04.1831—21.09.1870), Вера (1836—?). Дочери воспитывались в Смольном институте благородных девиц.